# Видеонаблюдение на выборах президента России
Видеонаблюдение на выборах президента России — одно из мероприятий, направленных на предотвращение фальсификаций на выборах, впервые введённое в России на президентских выборах 2012 года. Процедура состоит в установке на всех избирательных участках веб-камер, изображение с которых транслируется в Интернет. Все желающие могут наблюдать за ходом голосования и следить за тем, имеются ли нарушения.

## Видеонаблюдение на выборах президента России 2012

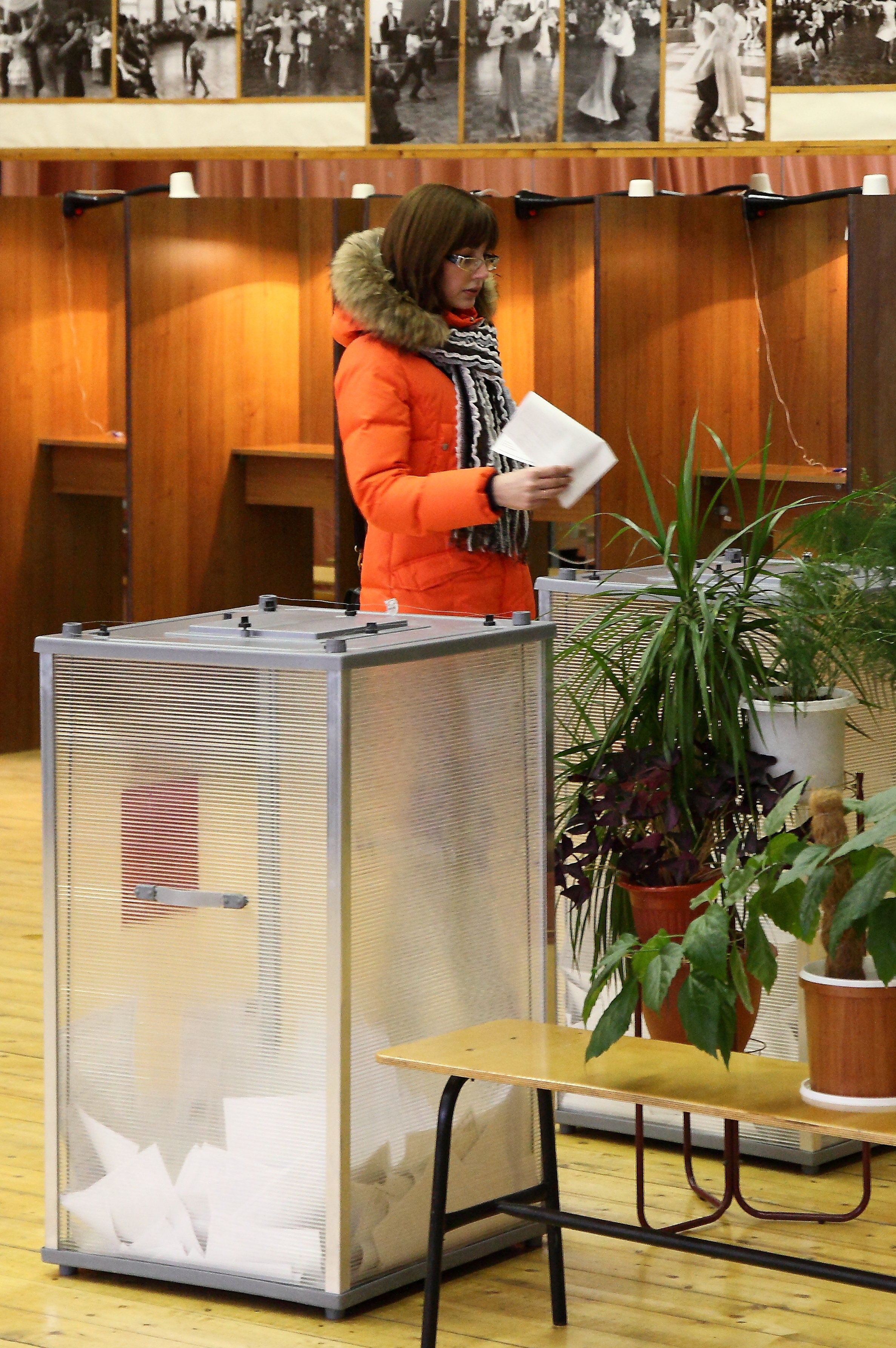
Голосование на выборах 2012

4 марта 2012 года в Российской Федерации прошли президентские выборы. В декабре 2011 года председатель Правительства РФ Владимир Путин предложил Центральной Избирательной Комиссии РФ (ЦИК) и Министерству связи и массовых коммуникаций РФ обеспечить видеонаблюдение процедур голосования и подсчёта голосов избирателей на выборах президента РФ.
Согласно пункту 17 части 2 статьи 55 Федерального закона «О размещении заказов на поставки товаров, выполнение работ, оказание услуг для государственных и муниципальных нужд» Правительство РФ определило ОАО «Ростелеком» единственным поставщиком соответствующих услуг.
Ранее «Ростелеком» был выбран ЦИК на конкурсной основе для создания и обслуживания инфраструктуры ГАС «Выборы», и именно с «Ростелекомом» ЦИК реализовал пилотные проекты по установке камер наблюдения на избирательных участках ХМАО и Ростовской области.

## Покупка оборудования и другие траты
Всего на реализацию данного проекта было выделено около 20 млрд рублей. Из них 13 млрд рублей выделено государством и будет выплачено в 2013 году, и ещё 7 млрд рублей вложено Ростелекомом. Планируется, что эти затраты окупятся в течение 6-7 лет. 

## Технические возможности
Согласно техническому заданию, которое определил ЦИК, системой видеомониторинга было охвачено 91 400 участковых избирательных комиссий. На каждом избирательном участке было установлено по две камеры. Одна передавала общий план, вторая — непосредственно урну для голосования.
Таким образом, было установлено 182 800 камер. Запись видео велась с разрешением 640х480, а трансляция на сайте — 320х200. Делалось это для того, чтобы уменьшить нагрузку на линии связи. Обслуживали данную систему 7 дата-центров. 

## Как осуществлялось наблюдение
Общественный доступ для наблюдения за выборами осуществлялся на сайте Веб-выборы 2012. Для просмотра процедур голосования и подсчёта голосов зарегистрированные пользователи портала должны были выбирать те избирательные участки, трансляции с которых они хотели получать в день голосования. Чтобы зарегистрироваться на портале, можно воспользоваться либо существующей учётной записью в одной из популярных социальных сетей, поисковых или почтовых ресурсов либо указать любой свой электронный адрес и подтвердить регистрацию по ссылке в полученном письме.
С каждого участка, добавленного в список трансляций, зарегистрированный пользователь мог получать изображение с одной из двух камер: либо с обеспечивающей съемку общего плана участка, включая места выдачи бюллетеней, либо с направленной на урны для голосования, где после окончания голосования также происходил и подсчёт голосов. Глава Минкомсвязи РФ Игорь Щеголев 5 марта озвучил данные по использованию системы видеонаблюдения. Согласно словам министра, за ситуацией на избирательных участках наблюдало в режиме онлайн около 3,5 млн человек.

## Итоги
Согласно разработанному техническому заданию, производительность системы дает возможность подключения 25 миллионов пользователей. Это позволяет обеспечить 60 тысяч одновременных просмотров изображения с 1 камеры. Видеотрансляция с участковых избирательных комиссий (УИК) началась на портале автоматически 4 марта 2012 в 0:00 московского времени. В 20:00 по местному времени видеозапись происходящего на участке продолжалась, но Интернет-трансляция приостанавалась в целях соблюдения тайны голосования. В 21:00 по московскому времени Интернет-трансляция возобновлялась. При этом пользователи видели изображение, записанное, начиная с 20:00 по местному времени в соответствующем регионе. Таким образом, запись видеоизображения велась непрерывно с момента открытия участка до завершения подсчёта голосов и подписания соответствующих протоколов. Общая длительность видео, записанного в ходе одного дня голосования, превысила 260 млн минут, или более 500 лет. Комиссия ЦИК постановила, что каждый участник избирательного процесса может получить доступ к материалам видеонаблюдения на президентских выборах.
В результате видеонаблюдения за ходом голосования на выборах президента РФ были выявлены нарушения. Наличие нарушений признал Владимир Путин и призвал расследовать все обнаруженные факты. Представитель ЦИК заявил, что по некоторым участкам голосование может быть признано недействительным. 
По данным счетной палаты РФ, видеонаблюдением было обеспечено около 91 % избирательных участков. При контроле работы системы зафиксировано незначительное количество сбоев.
Оборудование, закупленное в 2012 году, использовалось в Единый день голосования 2013 года и на выборах президента РФ 18 марта 2018 года